# Rapimento di Colleen Stan
Il rapimento di Colleen Stan avvenne nel 1977; la vittima era una donna statunitense che venne segregata e trattata come schiava sessuale dai coniugi Cameron e Janice Hooker nella loro casa a Red Bluff per oltre sette anni, fino al 1984. Al processo l'esperienza vissuta dalla Stan venne descritta come incomparabile nella storia dell'FBI. Il caso è stato oggetto di attenzione da parte dell'opinione pubblica internazionale, ispirando libri, film e serie televisive.

## Storia

### Rapimento
Il 19 maggio 1977 Colleen J. Stan (nata a Eugene il 31 dicembre 1956) stava facendo l'autostop da casa sua a Eugene, in Oregon, per andare a casa di un'amica nel nord della California, per una festa di compleanno. Cameron Hooker (nato il 5 novembre 1953), dopo averla caricata, la rapì. La Stan dichiarò poi di essere stata un'autostoppista abituale e di aver rifiutato due passaggi prima di accettare quello di Hooker. Secondo quanto riferì, "si sentiva al sicuro mentre saliva sull'auto blu", perché la moglie di Cameron, Janice, e il loro bebè erano lì presenti. Quando si fermarono presso un distributore di benzina lungo la strada, Stan andò in bagno. "Una voce mi disse di correre e saltare fuori dal finestrino e di non guardare mai indietro", ricordò, ma calmò le sue paure e tornò indietro. Secondo le testimonianze della Stan e di Janice Hooker, una volta rimasti soli in un'area isolata, Cameron si allontanò dall'autostrada e puntò un coltello alla gola di Stan. Dopodiché fu rinchiusa in una scatola in legno progettata per impedire l'ingresso di luce, suoni e aria fresca.

### Prigionia
Cameron, ai tempi un operaio della segheria Diamond International Lumber Mill e la moglie Janice, avevano raggiunto un accordo per rapire una donna che prendesse il posto della moglie come schiava sessuale nelle pratiche bondage del marito. Non ci sarebbero stati rapporti sessuali completi con la vittima, sempre secondo l'accordo, ma poi il marito cambiò idea. La prima notte del rapimento, Stan venne appesa per le mani, picchiata da Cameron, e lasciata bendata e sospesa mentre la coppia faceva sesso sotto di lei.
Dopo la liberazione Stan dichiarò di essere stata torturata e tenuta chiusa in una scatola per 23 ore al giorno fino a quando fu costretta a firmare un contratto di schiavitù a vita nel gennaio 1978. Dalla scatola, tenuta sotto il letto degli Hooker, Colleen ha raccontato che i suoi rapitori avevano lasciato bene in vista una foto di Marie Elizabeth Spannhake, una loro presunta vittima precedente il cui corpo non fu mai ritrovato. Ha inoltre raccontato che Cameron le fece credere di essere osservata da una grande e potente organizzazione chiamata "The Company" che l'avrebbe torturata dolorosamente e che avrebbe danneggiato la sua famiglia se avesse tentato di fuggire. A seguito di ciò, la Stan divenne una schiava e venne ribattezzata dai carnefici come "K", fu costretta a riferirsi a Cameron come "Padrone", e non poteva parlare senza permesso. Egli voleva che la Stan somigliasse alla protagonista femminile del romanzo erotico Histoire d'O e cominciò a stuprarla oralmente. Non voleva avere rapporti vaginali con la Stan perché li considerava una violazione dell'accordo con sua moglie, così la violentava vaginalmente e analmente con degli oggetti. In seguito gli Hooker si trasferirono in una casa mobile a Red Bluff portandosi dietro la Stan, sempre tenuta chiusa in scatole di legno sotto il letto della coppia. Nel 1978, Janice diede alla luce un secondo figlio sul letto sopra la Stan.
La Stan disse che la sua fede in Dio e il pensiero di una possibilità di fuga l'hanno aiutata a sopravvivere; la sua più grande paura era la "The Company", che Cameron menzionava quotidianamente. Per evitare punizioni dolorose, la Stan ha cercato di rispettare i suoi comandamenti, che in seguito le hanno permesso di andare a fare jogging, lavorare nel cortile, prendersi cura dei figli della famiglia nella casa mobile e aiutarlo a costruire alloggi più grandi - come una prigione sotterranea - per più schiave.  Nonostante la porta aperta, i vicini e un telefono, non fece alcun tentativo di scappare perché, come in seguito dichiarerà, la paura della cosiddetta "The Company" le impediva di cercare aiuto.
Inoltre le fu permesso di visitare la sua famiglia da sola nel 1981, ma non ha rivelato la sua situazione per paura delle possibili conseguenze. La sua famiglia pensò che lei fosse coinvolta in un culto a causa dei suoi vestiti fatti a mano, della mancanza di denaro e dell'assenza di comunicazioni nel corso degli anni; non volevano far pressione su di lei, temendo che sarebbe rimasta lontana per sempre. Il giorno seguente, la Stan tornò per una seconda visita, con Hooker che si spacciò per il suo fidanzato. Al processo, Stan spiegò di essere stata felice di visitare la sua famiglia, che è stata quindi in grado di scattare una foto di lei e Cameron insieme sorridenti.
Secondo la Stan, Hooker temeva di aver dato alla sua schiava troppa libertà, così la riportò nella casa mobile, dove la rinchiuse nuovamente nella scatola di legno sotto il suo letto ad acqua; rimase nella scatola per 23 ore al giorno per i successivi tre anni. I bisogni fisiologici venivano gestiti da lei usando una vaso da notte che posizionava sotto di sé coi piedi. Fu dichiarato in tribunale che ai bambini di Hooker fu detto che "K" era andata a casa; tuttavia, una volta che essi andavano a letto, Hooker liberava Colleen per nutrirla e torturarla. Secondo quanto riferito, non le era permesso di fare rumore e doveva rimanere per 23 ore al giorno immobile al buio, con poca aria da respirare. D'estate, le condizioni erano particolarmente dure per lei, poiché la temperatura nella sua scatola saliva a oltre 40 °C. Per nutrirsi, mangiava avanzi di cibo freddi.

### Fuga
Tuttavia, nel 1983 la Stan fu ripresentata ai bambini e ai vicini; le fu anche permesso di ottenere un lavoro come cameriera in un motel. Hooker voleva che la Stan diventasse la sua seconda moglie; a seguito di ciò, Janice ha confessato che - già dal loro primo appuntamento - venne torturata, sottoposta a lavaggio del cervello ed etichettata come "puttana" negli anni da Cameron. Janice ha inoltre affermato che è sopravvissuta alla loro relazione impegnandosi nella negazione e nella compartimentalizzazione. Nell'agosto 1984, Janice, sentendosi in colpa per l'accaduto, informò la Stan del fatto che Hooker non faceva parte di "The Company" anche se sostenne che l'organizzazione esistesse davvero. In un'intervista televisiva per "Girl in the Box", la Stan raccontò di essere andata alla stazione degli autobus, dove telefonò a Hooker per informarlo che se ne stava andando, e che lui reagì piangendo; ella, in seguito, prese un autobus per tornare a casa. Nei mesi che seguirono, non contattò la polizia ma continuò a chiamare Hooker regolarmente; durante il processo, spiegò che voleva dargli, su richiesta di Janice, una possibilità di redenzione. Tre mesi dopo, quest'ultima denunciò suo marito alla polizia, informando il tenente Jerry D. Brown, della polizia di Red Bluff, che Cameron aveva rapito, torturato e ucciso Marie Elizabeth Spannhake, scomparsa il 31 gennaio 1976. Le autorità non sono state in grado di ritrovare i resti della donna, ragion per cui, proprio per la mancanza di prove fisiche, non venne accusato di omicidio.

### Processo
Chris Hatcher, uno psicologo forense e profilatore criminale, testimoniò per l'accusa contro Cameron all'inizio del processo del 1985, e Janice ha testimoniato contro il marito in cambio della piena immunità. Alla fine, Hooker fu condannato per aggressioni sessuali, sequestro di persona e uso di un coltello nel processo. Il tutto per un totale di 104 anni di reclusione. Originariamente non idoneo per la libertà condizionale fino al 2023, la sua data dell'udienza è stata spostata di sette anni al 2015 per mano della California's Elderly Parole Program. Il 16 aprile 2015, la sua richiesta di libertà condizionale è stata respinta e potrà fare un'altra richiesta nel 2022.

### Dopo il processo
Dopo il processo, la Stan ha studiato per una laurea in economia e, come riportato da Mara Bovsun in un articolo del "New York Daily News" del 9 marzo 2014, "Cercò di fare una vita normale, ma la miseria la seguì - una serie di matrimoni falliti e una figlia travagliata, Danielle Antolina Rodriguez, attualmente in prigione." La Stan è anche diventata volontaria presso il Redding Women's Refuge Centre, un'organizzazione che aiuta le donne vittime di abusi. Sia lei che Janice (che ha ripreso il suo nome da nubile, Janice Lashley, ed è diventata un'assistente sociale e lavora come professionista della salute mentale) hanno cambiato il loro cognome e vivono in California. Non hanno più contatti.

## Impatto culturale

### Film
- La trama principale del film horror in stile documentario, The Poughkeepsie Tapes (2007), è ispirata a questo caso.
- Il 10 settembre 2016, un film per la televisione basato sul caso, intitolato Girl in the Box, è stato trasmesso per la prima volta da Lifetime con Addison Timlin nel ruolo di Colleen Stan, Zane Holtz nel ruolo di Cameron Hooker, e Zelda Williams nel ruolo di Janice Hooker.[19][20] Il film è stato seguito da un documentario di due ore chiamato "Colleen Stan: Girl in the Box".

### Letteratura
Il caso è documentato nel libro Perfect Victim: The True Story of the Girl in the Box (1989), di Christine McGuire e Carla Norton, e menzionato in Morte di lunedì (2004) di Kathy Reichs. Una versione aggiornata della storia della Stan, "Colleen Stan, The Simple Gifts of Life" di Jim Green, è stata pubblicata nel 2009.

### Musica
Nel 1996, gli Elysian Fields pubblicarono una canzone intitolata "Jack in the Box" inclusa nel loro album di debutto, "Bleed Your Cedar", messo in vendita nello stesso anno. Il testo approfondisce l'esperienza di prigionia della Stan per mano di Cameron nella scatola sotto il letto matrimoniale, e allude al potere che egli aveva su di lei.
Il caso ha ispirato Richard Ramirez per il nome della sua band di musica noise, Black Leather Jesus.
Nel 2012, una breve opera, composta da Patrik Jarlestam e Jonas Bernander, basata sul rapimento e intitolata "Den 4444: e dagen" ("Il 4444º giorno"), è stata presentata in anteprima a Stoccolma.

### Televisione
Il caso e gli elementi centrali di una cospirazione invisibile usata per costringere la vittima alla schiavitù e ai lunghi periodi di reclusione, hanno formato la base per diversi episodi di serie televisive poliziesche e thriller, tra cui Criminal Minds (episodio "La società", settima stagione), Ghost Whisperer ("La sindrome di Stoccolma", quarta stagione) e Law & Order - Unità vittime speciali ("La sindrome di Stoccolma", prima stagione). È stato anche profilato nell'episodio "Kidnapped" della serie Wicked Attraction, trasmessa su Investigation Discovery. Nel 2012 è stato trasmesso l'episodio "The Apartment", della serie Paranormal Witness, trasmessa su Syfy, il quale narra la storia della scomparsa di Marie Spannhake e include un cameo riguardante il sequestro della Stan.  Il caso è stato menzionato anche in Waking the Dead (episodio "I gemelli scomparsi", quarta stagione).
Inoltre l'episodio Una dolce morte di CSI: Scena del crimine è parzialmente ispirato a questo caso.